# Honoratiorenparlament
Als Honoratiorenparlament bezeichnet man in der Politikwissenschaft ein Parlament, dessen Abgeordnete überwiegend oder ausschließlich dem Besitz- und Bildungsbürgertum zuzurechnen sind und über ein hohes Maß an beruflicher und wirtschaftlicher Unabhängigkeit verfügen, was sie in die Lage versetzt, eine politische Tätigkeit ausüben zu können, ohne dafür eine Vergütung (Diäten) zu beziehen.
Insbesondere wird die Frankfurter Nationalversammlung, die in den Jahren 1848/49 mit dem Ziel der Verfassungsgebung für ein vereinigtes Deutschland in der Frankfurter Paulskirche in Frankfurt am Main tagte, vielfach als Honoratiorenparlament bezeichnet.
Gemessen an den heutigen Maßstäben einer (repräsentativen) Demokratie gilt die Legitimität eines Honoratiorenparlaments als defizitär.